# José Streel
Lucien Alphonse Joseph Streel (José Streel: Seraing, 14. prosinca 1911. – Sint-Gillis, 21. veljače 1946.), belgijski novinar i reksist.

## Životopis
Podrijetlom je iz katoličke obitelji, Streel je postalo suradnik Leona Degrellea, reksističkog vođe, nakon njihovog prvog susreta 1930. godine. 1932. je postao glavni urednik svih reksističkih publikacija, nakon što je objavio Les Jeunes Gens et la Politique u kojemu iznosi svoju odbojnost prema modernom svijetu. Poslije je počeo surađivati s nacionalsocijalistima. Kao zagovornik belgijske nezavisnosti zalagao se za suradnju Parti Rexiste i Flamanske nacionalne unije, no Degrelle je odbacio tu zamisao pa je Streel istupio iz stranke 1943. godine. Iduće godine je pobjegao u Njemačku gdje je radio u tvornici i nije bio politički aktivan. Nakon rata se vratio u Belgiju i predao vlastima. Kako je već prije u odsustvu osuđen na smrt, pogubljen je strijeljanjem 21. veljače 1946.